# 19. armija (Njemačko Carstvo)
19. armija (njem. 19. Armee / Armeeoberkommando 19 / A.O.K. 19) je bila vojna formacija njemačke vojske u Prvom svjetskom ratu. Tijekom Prvog svjetskog rata djelovala je na Zapadnom bojištu.

## Povijest
Krajem 1917. i početkom 1918. godine njemački Glavni stožer je planirajući veliku Proljetnu ofenzivu na Zapadu počeo obzirom na prestanak neprijateljstva na Istočnom bojištu premještati snage na Zapadno bojište. Slijedom toga, na Istočnom bojištu je 25. siječnja 1918. rasformirana Južna armija (Südarmee), te je na osnovi njenih divizija koje su premještene na Zapadno bojište dana 4. veljače 1918. formirana 19. armija.
Stožer 19. armije bio je smješten u Saint Avoldu. Njezinim zapovjednikom imenovan je general pješaštva Felix von Bothmer, dotadašnji zapovjednik Južne armije. Načelnikom stožera imenovan je pukovnik Hans von Hemmer koji je navedenu dužnost obavljao i u rasformiranoj Južnoj armiji. Felixa von Bothmera je na zapovjedništvu 19. armije neposredno pred kraj rata 8. studenog 1918. zamijenio general pješaštva Karl von Fasbender.
Nakon formiranja, 19. armija ušla je u sastav Grupe armije vojvode Albrechta, te je držala položaje u Loreni između Armijskih odjela A i C. Radilo se o relativno mirnom dijelu bojišta tako da 19. armija nije sudjelovala u nekim značajnijim bitkama.

Nakon potpisivanja primirja 11. studenog 1918. godine, 19. armija se počela povlačiti natrag u Njemačku, te je nakon dovršenog povlačenja rasformirana 24. studenog 1918. u Maulbronnu. 

## Zapovjednici
Felix von Bothmer (4. veljače 1918. – 8. studenog 1918.)

Karl von Fasbender (8. studenog 1918. – 24. studenog 1918.)

## Načelnici stožera
Hans von Hemmer (4. veljače 1918. – 24. studenog 1918.)

## Vojni raspored 19. armije krajem listopada 1918.
Zapovjednik: general pukovnik Felix von Bothmer

Načelnik stožera: pukovnik Hans von Hemmer

- XIX. korpus (genpor. Karl Lucius)
  - 48. landverska divizija (gen. Borries)

- LXVI. korpus (genpor. Walter von Bergmann)
  - 2. bavarska landverska divizija (gen. Poschinger)
  - 19. ersatzka divizija (gen. Zeschau)
  - 17. pričuvna divizija (gen. Mutius)

- XV. korpus (genpor. Emil Ilse)
  - 1. bavarska landverska divizija (gen. Eder)
  - 83. pješačka divizija (gen. Melms)

## Vanjske poveznice
(eng.) 19. armija na stranici Prussian Machine.com

(njem.) 19. armija na stranici Deutschland14-18.de  Arhivirana inačica izvorne stranice od 5. listopada 2013. (Wayback Machine)

(njem.) 19. armija na stranici Wiki-de.genealogy.net